# Édouard Balladur
Édouard Balladur (Esmirna, Turquia, 2 de maio de 1929) é um político francês que ocupou o cargo de primeiro–ministro da França entre 1993 e 1995.

## Biografia e carreira política
Formou–se na Escola Nacional de Administração e foi membro do Conselho de Administração da Agência Francesa de Radiodifusão Televisiva (1967–68), assessor técnico do gabinete de seu professor Georges Pompidou (1966–68), Secretário–Geral do Presidente em El Élysée (1969).
Após a morte de Pompidou, abriu um parêntese em sua vida política, que terminaria no início dos anos oitenta com seu retorno pelas mãos de Jacques Chirac. É considerado o executor da política de reprivatização realizada como Ministro da Economia e Ministro de Estado no governo Chirac (1986–1988). Com a vitória da coligação de centro–direita formada por RPR e UDF nas eleições legislativas de março de 1993, foi nomeado primeiro–ministro, voltando à chamada coabitação com o socialista François Mitterrand. Durante esse período, ele favoreceu a liberalização da economia.
Em 1995 anunciou a sua candidatura às eleições presidenciais desse mesmo ano. Porém, foi eliminado no primeiro turno ao ficar em terceiro lugar, obtendo 18,6% dos votos, classificando–se para o mesmo Chirac e o socialista Lionel Jospin. Balladur mostrou seu apoio a Chirac, que acabaria vencendo. Imediatamente após a referida vitória, Balladur renunciou ao cargo de primeiro–ministro.
Foi membro do Conselho de Estado da França (1984–1993).

## Cargos políticos ocupados
- funções governamentais
  - Primeiro–ministro: 1993–1995.
  - Ministro de Estado, Ministro da Economia e Finanças: 1986–1988.
- mandatos eleitorais
- Assembleia Nacional da França
  - Membro da Assembleia Nacional da França por Paris: eleito em março de 1986, mas tornou–se ministro / 1988–1993 (tornou–se primeiro–ministro em 1993) / 1995–2007. Eleito em 1986, reeleito em 1988, 1993, 1995, 1997, 2002.
- conselho regional
  - Conselheiro regional de Ile–de–France: março–abril de 1998 (renúncia).
- Conselho municipal
  - Conselheiro de Paris: 1989–2008. Reeleito em 1995, 2001.[2][3]

## Equipe de governo
(29 de março de 1993 a 17 de maio de 1995)
- Édouard Balladur – Primeiro Ministro
- Alain Juppé – Ministro das Relações Exteriores
- François Léotard – Ministro da Defesa
- Charles Pasqua – Ministro do Interior e Planejamento Regional
- Edmond Alphandéry – Ministro da Economia
- Nicolas Sarkozy – Ministro do Orçamento e Porta–voz do Governo
- Gérard Longuet – Ministro da Indústria, Comércio Exterior, Correios e Telecomunicações
- Michel Giraud – Ministro do Trabalho, Emprego e Formação Profissional
- Pierre Méhaignerie – Ministro da Justiça
- François Bayrou – Ministro da Educação Nacional
- Philippe Mestre – Ministro dos Veteranos e Vítimas de Guerra
- Jacques Toubon – Ministro da Cultura e Francofonia
- Jean Puech – Ministro da Agricultura e Pescas
- Michèle Alliot–Marie – Ministra da Juventude e Esportes
- Dominique Perben – Ministro dos Departamentos e Territórios Ultramarinos
- Bernard Bosson – Ministro dos Transportes, Turismo e Equipamentos
- Simone Veil – Ministra de Assuntos Sociais, Saúde e Cidade
- Michel Roussin – Ministro da Cooperação
- Hervé de Charette – Ministro da Habitação
- Alain Carignon – Ministro das Comunicações
- André Rossinot – Ministro da Função Pública
- Alain Madelin – Ministro de Empresas e Desenvolvimento Econômico
- François Fillon – Ministro do Ensino Superior e Pesquisa

### Mudanças
- 19 de julho de 1994 – O Ministro da Comunicação Alain Carignon deixa o Gabinete e o Ministério é extinto.
- 17 de Outubro de 1994 – José Rossi sucede a Longuet como Ministro da Indústria, Comércio Exterior, Correios e Telecomunicações.
- 12 de novembro de 1994 – Bernard Debré sucede Roussin como Ministro da Cooperação

## Publicações
- L’Arbre de mai, Paris, Atelier Marcel Jullian, 1979 (ISBN 225918930X), reeditado 2018.
- Je crois en l'homme plus qu'en l'État, Paris, Flammarion, 1987.
- Passion et longueur de temps, Paris, Fayard, 1989, série de diálogos com Jean–Pierre Elkabbach.
- Douze lettres aux Français trop tranquilles, Paris, Fayard, 1990 (ISBN 2213025975).
- Des Modes et des convictions, Paris, Fayard, 1992 (ISBN 2213028680).
- Dictionnaire de la réforme, Paris, Fayard, 1992 (ISBN 2213030189).
- Deux ans à Matignon, Paris Plon, 1995.
- Caractère de la France, Paris, Plon, 1997.
- L’Avenir de la différence, Paris, Plon, 1999.
- Renaissance de la droite, Paris, Plon, 2000.
- Les Aventuriers de l'histoire, Paris, Plon, 2001.
- Jeanne d'Arc et la France, le mythe du sauveur, Paris, Fayard, 2003.
- La fin de l'illusion jacobine, Paris, Fayard, 2005 (ISBN 9782213623337).
- Machiavel en démocratie. Mécanique du pouvoir, Paris, Fayard, 2006
- L'Europe autrement, Paris, Fayard, 2006.
- Laissons de Gaulle en paix !, Paris, Fayard, 2006.
- Pour une union occidentale entre l'Europe et les États–Unis, Paris, Fayard, 2007.
- Une Ve République plus démocratique, Paris, Fayard, 2008 (ISBN 978–2213636207).
- Le Pouvoir ne se partage pas : Conversations avec François Mitterrand, Fayard, 2009 (ISBN 978–2213651361).
- La tragédie du pouvoir : Le courage de Georges Pompidou, Fayard, 2011.
- La Liberté a–t–elle un avenir ?, Paris, Fayard, 2012.
- com Alain Duhamel, Grandeur, déclin et destin de la Ve République, éd. de l'Observatoire, 2017.

## Filmografia
- 2011: Mort d'un président de Pierre Aknine: played by Cyrille Eldin